# Octodontoïdeus
Els octodontoïdeus (Octodontoidea) són una superfamília de rosegadors del grup dels caviomorfs oriünds de la zona neotropical. Pertany al subordre dels histricomorfs. Aquest grup taxonòmic conté el coipú, que es troba a l'Europa Occidental. El grup conté 6 famílies, 38 gèneres i 193 espècies vives, és a dir, aproximadament el 75% dels caviomorfs actuals.